# Lambulodes sericea
Lambulodes sericea là một loài bướm đêm thuộc phân họ Arctiinae, họ Erebidae.